# Erdőkövesd
Erdőkövesd è un comune dell'Ungheria di 659 abitanti (dati 2001). È situato nella contea di Heves.